# Neuromuskuläre Erkrankung
Neuromuskuläre Erkrankungen sind eine inhomogene Gruppe von Krankheiten der Muskelzellen (Myopathie), der motorischen Endplatte, des peripheren Nervensystems (Neuropathie) oder Kombinationen davon.
Neben dieser weit gefassten Definition kann die Bezeichnung auch auf Erkrankungen begrenzt werden, bei denen eine Störung der neuromuskulären Erregungsüberleitung vorliegt.
Zur Krankheitsgruppe "Neuromuskuläre Erkrankungen" gehören:
- Amyotrophe Lateralsklerose
- Guillain-Barré-Syndrom
- Kongenitales myasthenes Syndrom
- Kongenitale Myopathie
- Lambert-Eaton-Rooke-Syndrom
- Mitochondriale Myopathie
- Mitochondriopathie#Kearns-Sayre-Syndrom (KSS)
- Mononeuropathia multiplex (Periphere Neuropathie)
- Morbus Pompe
- Muskeldystrophie
- Muskeldystrophie Duchenne
- Muskelkrampf-Muskelschmerz-und-Faszikulationen-Syndrom
- Myasthenia gravis
- Myotone Dystrophie Typ I
- Neuromyotonie
- Spastische Paraplegie
- Spinale Muskelatrophie
- Spinale Muskelatrophie mit Atemnot Typ 1
- Spinobulbäre Muskelatrophie Typ Kennedy
- Sporadische Einschlusskörpermyositis
- Stiff-man-Syndrom

Derartige Erkrankungen können auch in der Tiermedizin vorkommen. Ein Beispiel ist der Exercise Induced Collapse bei Haushunden.